# Fußball-Europameisterschaft 2024/Gruppe C
| Pl. | Land      | Sp. | S | U | N | Tore    | Diff. | Punkte |
| --- | --------- | --- | - | - | - | ------- | ----- | ------ |
| 1. | England   | 3   | 1 | 2 | 0 | 002:100 | +1    | 05     |
| 2. | Dänemark  | 3   | 0 | 3 | 0 | 002:200 | ±0    | 03     |
| 3. | Slowenien | 3   | 0 | 3 | 0 | 002:200 | ±0    | 03     |
| 4. | Serbien   | 3   | 0 | 2 | 1 | 001:200 | −1    | 02     |
| Für die Platzierung der dänischen und slowenischen Mannschaft ist die Fair-Play-Wertung maßgeblich (Dänemark: 6 gelbe Karten, Slowenien: 7 gelbe Karten) |           |     |   |   |   |         |       |        |

Gruppe C der Fußball-Europameisterschaft 2024:

## Slowenien – Dänemark 1:1 (0:1)

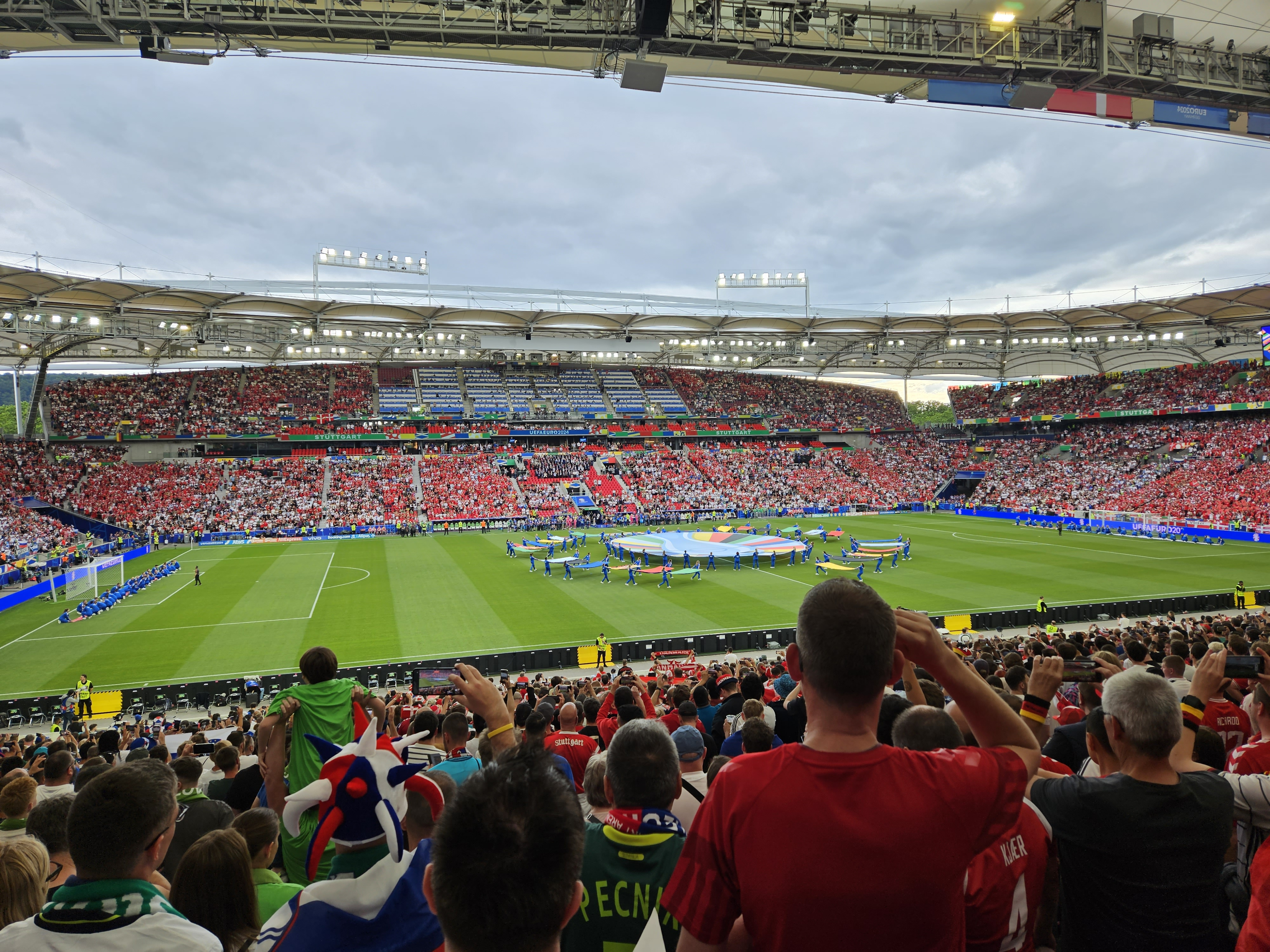
Eröffnungszeremonie vor dem Spiel

| Slowenien                                                        | Slowenien | Dänemark | Dänemark | Aufstellung                          |
| ---------------------------------------------------------------- | --- | --- | -------- | ------------------------------------ |
| Slowenien                                                        | \| 1. Spieltag \| \| 16. Juni 2024 um 18:00 Uhr (MESZ) in Stuttgart (Stuttgart Arena) \| \| Zuschauer: 54.000 \| \| Schiedsrichter: Sandro Schärer ( Schweiz) 1 \| \| Spielbericht \| | \| 1. Spieltag \| \| 16. Juni 2024 um 18:00 Uhr (MESZ) in Stuttgart (Stuttgart Arena) \| \| Zuschauer: 54.000 \| \| Schiedsrichter: Sandro Schärer ( Schweiz) 1 \| \| Spielbericht \| | Dänemark | Aufstellung Slowenien gegen Dänemark |
| Slowenien                                                        | Jan Oblak – Žan Karničnik, Vanja Drkušić, Jaka Bijol, Erik Janža – Petar Stojanović (67. Benjamin Verbič), Adam Gnezda Čerin, Timi Max Elšnik (75. Jon Gorenc Stankovič), Jan Mlakar (75. Žan Celar) – Andraž Šporar (90.+5' David Brekalo), Benjamin Šeško (90.+5' Jasmin Kurtić) Cheftrainer: Matjaž Kek | Kasper Schmeichel – Andreas Christensen, Joachim Andersen, Jannik Vestergaard – Alexander Bah, Morten Hjulmand (89. Thomas Delaney), Pierre Emile Højbjerg (83. Christian Nørgaard), Victor Kristiansen (78. Joakim Mæhle) – Christian Eriksen – Jonas Wind (83. Kasper Dolberg), Rasmus Højlund (83. Yussuf Poulsen) Cheftrainer: Kasper Hjulmand | Dänemark | Aufstellung Slowenien gegen Dänemark |
| Slowenien                                                        | 1:1 Janža (77.) | 0:1 Eriksen (17.) | Dänemark | Aufstellung Slowenien gegen Dänemark |
| Slowenien                                                        | Stojanović (53.), Celar (84.), Co-Trainer Novakovic | M. Hjulmand (49.) | Dänemark | Aufstellung Slowenien gegen Dänemark |
| Slowenien                                                        | Spieler des Spiels: Christian Eriksen (Dänemark) | | Dänemark | Aufstellung Slowenien gegen Dänemark |
| 1. Spieltag                                                      | | |          |                                      |
| 16. Juni 2024 um 18:00 Uhr (MESZ) in Stuttgart (Stuttgart Arena) | | |          |                                      |
| Zuschauer: 54.000                                                | | |          |                                      |
| Schiedsrichter: Sandro Schärer ( Schweiz) 1                      | | |          |                                      |
| Spielbericht                                                     | | |          |                                      |

## Serbien – England 0:1 (0:1)
| Serbien                                                                | Serbien | England | England | Aufstellung                       |
| ---------------------------------------------------------------------- | --- | --- | ------- | --------------------------------- |
| Serbien                                                                | \| 1. Spieltag \| \| 16. Juni 2024 um 21:00 Uhr (MESZ) in Gelsenkirchen (Arena auf Schalke) \| \| Zuschauer: 48.953 \| \| Schiedsrichter: Daniele Orsato ( Italien) 2 \| \| Spielbericht \| | \| 1. Spieltag \| \| 16. Juni 2024 um 21:00 Uhr (MESZ) in Gelsenkirchen (Arena auf Schalke) \| \| Zuschauer: 48.953 \| \| Schiedsrichter: Daniele Orsato ( Italien) 2 \| \| Spielbericht \|                                                                      | England | Aufstellung Serbien gegen England |
| Serbien                                                                | Predrag Rajković – Miloš Veljković, Nikola Milenković, Strahinja Pavlović – Andrija Živković (74. Veljko Birmančević), Sergej Milinković-Savić, Nemanja Gudelj (46. Ivan Ilić), Saša Lukić (61. Luka Jović), Filip Kostić (43. Filip Mladenović) – Dušan Vlahović – Aleksandar Mitrović (61. Dušan Tadić) Cheftrainer: Dragan Stojković | Jordan Pickford – Kyle Walker, John Stones, Marc Guéhi, Kieran Trippier – Trent Alexander-Arnold (69. Conor Gallagher), Declan Rice – Bukayo Saka (76. Jarrod Bowen), Jude Bellingham (86. Kobbie Mainoo), Phil Foden – Harry Kane Cheftrainer: Gareth Southgate | England | Aufstellung Serbien gegen England |
| Serbien                                                                | 0:1 Bellingham (13.) | | England | Aufstellung Serbien gegen England |
| Serbien                                                                | Gudelj (39.), Tadić (75.), Stojković (83., Trainer) | | England | Aufstellung Serbien gegen England |
| Serbien                                                                | Spieler des Spiels: Jude Bellingham (England) | | England | Aufstellung Serbien gegen England |
| 1. Spieltag                                                            | | |         |                                   |
| 16. Juni 2024 um 21:00 Uhr (MESZ) in Gelsenkirchen (Arena auf Schalke) | | |         |                                   |
| Zuschauer: 48.953                                                      | | |         |                                   |
| Schiedsrichter: Daniele Orsato ( Italien) 2                            | | |         |                                   |
| Spielbericht                                                           | | |         |                                   |

## Slowenien – Serbien 1:1 (0:0)
| Slowenien                                                            | Slowenien | Serbien | Serbien | Aufstellung                         |
| -------------------------------------------------------------------- | --- | --- | ------- | ----------------------------------- |
| Slowenien                                                            | \| 2. Spieltag \| \| 20. Juni 2024 um 15:00 Uhr (MESZ) in München (München Fußball Arena) \| \| Zuschauer: 63.028 \| \| Schiedsrichter: István Kovács ( Rumänien) 3 \| \| Spielbericht \|                                                                                              | \| 2. Spieltag \| \| 20. Juni 2024 um 15:00 Uhr (MESZ) in München (München Fußball Arena) \| \| Zuschauer: 63.028 \| \| Schiedsrichter: István Kovács ( Rumänien) 3 \| \| Spielbericht \| | Serbien | Aufstellung Slowenien gegen Serbien |
| Slowenien                                                            | Jan Oblak – Žan Karničnik, Vanja Drkušić, Jaka Bijol, Erik Janža – Petar Stojanović (76. Benjamin Verbič), Adam Gnezda Čerin, Timi Max Elšnik (90.+1' David Brekalo), Jan Mlakar (64. Jon Gorenc Stankovič) – Andraž Šporar, Benjamin Šeško (76. Žan Vipotnik) Cheftrainer: Matjaž Kek | Predrag Rajković – Miloš Veljković, Nikola Milenković, Strahinja Pavlović – Andrija Živković (82. Veljko Birmančević), Ivan Ilić, Saša Lukić (64. Sergej Milinković-Savić), Filip Mladenović (46. Mijat Gaćinović) – Dušan Tadić (82. Lazar Samardžić) – Dušan Vlahović (64. Luka Jović), Aleksandar Mitrović Cheftrainer: Dragan Stojković | Serbien | Aufstellung Slowenien gegen Serbien |
| Slowenien                                                            | 1:0 Karničnik (69.) | 1:1 Jović (90.+5') | Serbien | Aufstellung Slowenien gegen Serbien |
| Slowenien                                                            | Janža (87.), Vipotnik (90.+4') | Mladenović (25.), Lukić (54.), Jović (90.+2'), Gaćinović (90.+3') | Serbien | Aufstellung Slowenien gegen Serbien |
| Slowenien                                                            | Spieler des Spiels: Žan Karničnik (Slowenien) | | Serbien | Aufstellung Slowenien gegen Serbien |
| 2. Spieltag                                                          | | |         |                                     |
| 20. Juni 2024 um 15:00 Uhr (MESZ) in München (München Fußball Arena) | | |         |                                     |
| Zuschauer: 63.028                                                    | | |         |                                     |
| Schiedsrichter: István Kovács ( Rumänien) 3                          | | |         |                                     |
| Spielbericht                                                         | | |         |                                     |

## Dänemark – England 1:1 (1:1)
| Dänemark                                                                 | Dänemark | England | England | Aufstellung                        |
| ------------------------------------------------------------------------ | --- | --- | ------- | ---------------------------------- |
| Dänemark                                                                 | \| 2. Spieltag \| \| 20. Juni 2024 um 18:00 Uhr (MESZ) in Frankfurt am Main (Frankfurt Arena) \| \| Zuschauer: 46.177 \| \| Schiedsrichter: Artur Dias ( Portugal) 4 \| \| Spielbericht \| | \| 2. Spieltag \| \| 20. Juni 2024 um 18:00 Uhr (MESZ) in Frankfurt am Main (Frankfurt Arena) \| \| Zuschauer: 46.177 \| \| Schiedsrichter: Artur Dias ( Portugal) 4 \| \| Spielbericht \|                                                                                          | England | Aufstellung Dänemark gegen England |
| Dänemark                                                                 | Kasper Schmeichel – Joachim Andersen, Andreas Christensen, Jannik Vestergaard – Joakim Mæhle, Morten Hjulmand (82. Christian Nørgaard), Pierre Emile Højbjerg, Victor Kristiansen (57. Alexander Bah) – Christian Eriksen (82. Andreas Skov Olsen) – Rasmus Højlund (67. Yussuf Poulsen), Jonas Wind (57. Mikkel Damsgaard) Cheftrainer: Kasper Hjulmand | Jordan Pickford – Kyle Walker, John Stones, Marc Guéhi, Kieran Trippier – Trent Alexander-Arnold (54. Conor Gallagher), Declan Rice – Bukayo Saka (69. Eberechi Eze), Jude Bellingham, Phil Foden (69. Jarrod Bowen) – Harry Kane (69. Ollie Watkins) Cheftrainer: Gareth Southgate | England | Aufstellung Dänemark gegen England |
| Dänemark                                                                 | 1:1 Hjulmand (34.) | 0:1 Kane (18.) | England | Aufstellung Dänemark gegen England |
| Dänemark                                                                 | Vestergaard (27.), Mæhle (73.), Nørgaard (87.) | Gallagher (61.) | England | Aufstellung Dänemark gegen England |
| Dänemark                                                                 | Spieler des Spiels: Pierre Emile Højbjerg (Dänemark) | | England | Aufstellung Dänemark gegen England |
| 2. Spieltag                                                              | | |         |                                    |
| 20. Juni 2024 um 18:00 Uhr (MESZ) in Frankfurt am Main (Frankfurt Arena) | | |         |                                    |
| Zuschauer: 46.177                                                        | | |         |                                    |
| Schiedsrichter: Artur Dias ( Portugal) 4                                 | | |         |                                    |
| Spielbericht                                                             | | |         |                                    |

## England – Slowenien 0:0
| England                                                  | England | Slowenien | Slowenien | Aufstellung                         |
| -------------------------------------------------------- | --- | --- | --------- | ----------------------------------- |
| England                                                  | \| 3. Spieltag \| \| 25. Juni 2024 um 21:00 Uhr (MESZ) in Köln (Köln Stadion) \| \| Zuschauer: 41.536 \| \| Schiedsrichter: Clément Turpin ( Frankreich) 5 \| \| Spielbericht \| | \| 3. Spieltag \| \| 25. Juni 2024 um 21:00 Uhr (MESZ) in Köln (Köln Stadion) \| \| Zuschauer: 41.536 \| \| Schiedsrichter: Clément Turpin ( Frankreich) 5 \| \| Spielbericht \|                                                                                                 | Slowenien | Aufstellung England gegen Slowenien |
| England                                                  | Jordan Pickford – Kyle Walker, John Stones, Marc Guéhi, Kieran Trippier (84. Trent Alexander-Arnold) – Conor Gallagher (46. Kobbie Mainoo), Declan Rice – Bukayo Saka (71. Cole Palmer), Jude Bellingham, Phil Foden (89. Anthony Gordon) – Harry Kane Cheftrainer: Gareth Southgate | Jan Oblak – Žan Karničnik, Vanja Drkušić, Jaka Bijol, Erik Janža (90.+1' Jure Balkovec) – Petar Stojanović, Adam Gnezda Čerin, Timi Max Elšnik, Jan Mlakar (86. Jon Gorenc Stankovič) – Andraž Šporar (86. Žan Celar), Benjamin Šeško (75. Josip Iličić) Cheftrainer: Matjaž Kek | Slowenien | Aufstellung England gegen Slowenien |
| England                                                  | Trippier (17.), Guéhi (68.), Foden (77.) | Janža (22.), Bijol (72.) | Slowenien | Aufstellung England gegen Slowenien |
| England                                                  | Spieler des Spiels: Adam Gnezda Čerin (Slowenien) | | Slowenien | Aufstellung England gegen Slowenien |
| 3. Spieltag                                              | | |           |                                     |
| 25. Juni 2024 um 21:00 Uhr (MESZ) in Köln (Köln Stadion) | | |           |                                     |
| Zuschauer: 41.536                                        | | |           |                                     |
| Schiedsrichter: Clément Turpin ( Frankreich) 5           | | |           |                                     |
| Spielbericht                                             | | |           |                                     |

## Dänemark – Serbien 0:0
| Dänemark                                                             | Dänemark | Serbien | Serbien | Aufstellung                        |
| -------------------------------------------------------------------- | --- | --- | ------- | ---------------------------------- |
| Dänemark                                                             | \| 3. Spieltag \| \| 25. Juni 2024 um 21:00 Uhr (MESZ) in München (München Fußball Arena) \| \| Zuschauer: 64.288 \| \| Schiedsrichter: François Letexier ( Frankreich) 6 \| \| Spielbericht \| | \| 3. Spieltag \| \| 25. Juni 2024 um 21:00 Uhr (MESZ) in München (München Fußball Arena) \| \| Zuschauer: 64.288 \| \| Schiedsrichter: François Letexier ( Frankreich) 6 \| \| Spielbericht \| | Serbien | Aufstellung Dänemark gegen Serbien |
| Dänemark                                                             | Kasper Schmeichel – Joachim Andersen, Andreas Christensen, Jannik Vestergaard – Alexander Bah (77. Victor Kristiansen), Morten Hjulmand (77. Thomas Delaney), Pierre Emile Højbjerg, Joakim Mæhle – Christian Eriksen (88. Yussuf Poulsen) – Rasmus Højlund (59. Kasper Dolberg), Jonas Wind (46. Andreas Skov Olsen) Cheftrainer: Kasper Hjulmand | Predrag Rajković – Miloš Veljković, Nikola Milenković, Strahinja Pavlović – Srđan Mijailović (73. Filip Mladenović), Ivan Ilić (67. Dušan Vlahović), Nemanja Gudelj (46. Luka Jović), Andrija Živković – Lazar Samardžić (46. Dušan Tadić), Saša Lukić (87. Sergej Milinković-Savić) – Aleksandar Mitrović Cheftrainer: Dragan Stojković | Serbien | Aufstellung Dänemark gegen Serbien |
| Dänemark                                                             | Wind (27.), M. Hjulmand (30.) | Milenković (4.), Mitrović (83.) | Serbien | Aufstellung Dänemark gegen Serbien |
| Dänemark                                                             | Spieler des Spiels: Christian Eriksen (Dänemark) | | Serbien | Aufstellung Dänemark gegen Serbien |
| 3. Spieltag                                                          | | |         |                                    |
| 25. Juni 2024 um 21:00 Uhr (MESZ) in München (München Fußball Arena) | | |         |                                    |
| Zuschauer: 64.288                                                    | | |         |                                    |
| Schiedsrichter: François Letexier ( Frankreich) 6                    | | |         |                                    |
| Spielbericht                                                         | | |         |                                    |